# بنجامين ألفورد الابن (ضابط)
بنجامين ألفورد الابن (بالإنجليزية: Benjamin Alvord, Jr.)‏ هو جندي أمريكي وُلد في 15 مايو عام 1860 وتُوفي في 13 أبريل عام 1927. بنجامين هو ابن بنجامين ألفورد الأب الذي كان عالم رياضيات وجندي أيضًا.

## حياته المُبكرة والمهنية
وُلد بنجامين في فانكوفر بولاية واشنطن وتخرج في المرتبة السابعة عشر من أصل سبعة وثلاثين طالبًا من الأكاديمية العسكرية الأمريكية في عام 1882. عُيّن بنجامين في فوج المشاة العشرين، والتحق بمدرسة المشاة والفرسان في حصن ليفنوورث.
كان مدربًا في الأكاديمية وفي مدرسة المشاة والفرسان. كما خدم في الفلبين برتبة رائد في سلاح الذخيرة. وشغل منصب مساعد في وزارة لوزون. وقد حصل على جائزة نجمة الاقتباس الفضية نظير خدماته.
تمت ترقيته إلى رتبة عميد عام، وفي مايو 1917 كان اللواءالمساعد لقوات الاستطلاع الأمريكية خلال الحرب العالمية الأولى. حصل على وسام الخدمة المتميزة لخدمته خلال الحرب. وغادر أوروبا في عام 1918 بسبب المرض. ثم تم تعيينه كمساعد عام للجيش في عام 1922. وخدم في هذا المنصب حتى تقاعده في عام 1924.

## الوفاة والإرث
تُوفي بنجامين ألفورد الابن في 13 أبريل 1927. [2] ودُفن في مقبرة أرلينغتون الوطنية.

## الجوائز
- وسام الخدمة المتميزة[4]
- نجمة الاقتباس فضية[4]